# Georg von Höwen
Ritter Georg von Höwen († 1542 in Ungarn), Freiherr zu Hohenentringen, Herr zu Hohenkreuz war 1534 bis 1536 Obervogt in Tuttlingen.

## Leben
1498 wurde Georg von Höwen noch als minderjährig bezeichnet. Nach der Wiedereinsetzung Herzog Ulrichs wurde er Obervogt von Tuttlingen. Er wurde erstmals bekannt, als er 1519 das Schloss Hohentübingen gegen den schwäbischen Bund verteidigte. Er wurde als Obervogt und Burgvogt auf Hohenberg mit sechs gerüsteten Pferden, drei Wächtern und drei Torwachen ausgestattet. 1536 wurden ihm vier Wächter zugestanden, 1538 wurde er mit fünf Pferden am Hof neu bestallt, auch 1539/40 wird er am Hof in Stuttgart genannt.

## Verhandlungen wegen des Rottweiler Geschützes
Georg von Höwen arbeitete bei den Streitigkeiten mit den Rottweilern als Gesandter von Herzog Ulrich: Dieser hatte 1525 in Rottweil einen Teil seines Geschützes zurückgelassen, das ihm die Schweizer nicht auf den Hohentwiel hatten bringen wollen, als er sich dorthin zurückzog. Er hatte es der Stadt Rottweil geschenkt, wie aus der Kopie eines Schenkungsbriefs von 1525 hervorzugehen scheint.
Dieses Geschütz forderte Ritter Hans von Fuchsstein im Namen des Herzogs am 18. Januar  zurück, indem er an den damaligen Obervogt Georg von Zimmern schrieb, es sei, wie dieser sich wohl selbst erinnern werde, kein wirkliches Geschenk, sondern nur ein Scheingeschenk gewesen, durch das man das Geschütz vor dem Schwäbischen Bund habe sichern wollen. Aber die Stadt Rottweil gab das Geschütz nicht heraus, auch als es am 14. März desselben Jahres durch die Freiherren Georg von Höwen und Eberhard von Reischach abermals gefordert wurde, sondern schickte nur die Kopie des von Herzog Ulrich ausgestellten Schenkungsbriefes.
Darauf ruhte die Sache bis 1540, als sie während der Brandenburgischen Fehde abermals zur Sprache kam. Als die Eidgenossen den Herzog baten, er solle die befreundeten Rottweiler gegen die Brandenburger schützen, antwortete ihnen Ulrich, er habe sich seit der Wiedereroberung seines Landes mit den Rottweilern wenig Kontakt. Auf einer Veranstaltung am 19. Oktober desselben Jahres in Baden im Aargau ließ der Herzog den Eidgenossen durch seine Gesandten Georg von Höwen und Eberhard von Karpfen diesen Vorgang erzählen: Er habe bei seiner zweiten Landesverweisung im Jahre 1523  sein großes Geschütz der Stadt Rottweil in Verwahrung gegeben, bis er dieses gelegentlich auf den Hohentwiel bringen könnte. Die Rottweiler hatten der Verwahrung zugestimmt, nachdem er ihnen Brief und Siegel zum Schein gegeben hatte, als ob er ihnen das Geschütz frei geschenkt hätte, weil sie ihm gesagt hätten, dass sie diesen Brief nur deshalb verlangten, damit wenn der Schwäbische Bund das Geschütz abfordern sollte, sie dasselbe laut des Briefes zurückhalten könnten. Er habe von ihnen im Gegenzug ein Revers verlangt, dass sie ihm sein Geschütz falls gewünscht zurückgeben sollten. Aber die Rottweiler hätten diesen Revers unter der Ausflucht abgelehnt, dass solches doch an den großen Rat gebracht werden müsste, wodurch die Sache leicht verraten würde. Als er aber später sein Geschütz zurückverlangt habe, hätten sie ihm eine abschlägige Antwort gegeben mit der Bemerkung, dass sie seine Anforderung sehr befremde, da sie doch Brief und Siegel hätten, dass das Geschütz ihnen geschenkt worden sei.

## Familie
Am 1. Dezember 1522 heiratete er Elisabeth Gräfin von Hohenlohe (* nach 1495, † 1540). Er fiel in Ungarn 1542, etwa ein halbes Jahr nach Peter und Paul, als Hauptmann eines württembergischen Fähnleins im Kriege gegen die Türken.